# エアロビクス殺人事件 (土曜ワイド劇場)
『エアロビクス殺人事件』（エアロビクスさつじんじけん）は、1983年にテレビ朝日系「土曜ワイド劇場」で放送されたテレビドラマ。主演は松尾嘉代。視聴率は23.1%。フィルム撮影。

## キャスト
- 花岡愛（エアロビクス教室経営者）〈33〉 - 松尾嘉代
- 柚原千晶（エアロビクスインストラクター）〈23〉 - 佳那晃子
- 西本缶夫（愛のマネージャー）〈33〉 - 荻島真一
- 戸村美紀（戸村の妻）〈33〉 - 二宮さよ子
- 黒部花子（ダンス教室のチーフ指導員）〈26〉 - 高沢順子
- 戸村邦男（運送会社社長）〈48〉 - 菅原謙次
- きたむらあきこ、川島芳美、三上あい、吉佐美聖子、長島隆一、平野稔、稲葉年治、水森コウ太、池田功、一瀬浩道、大友俊二、後藤義明、中川雅也、百瀬三那子、大久保敏子、中村恵美子、伊川奈美、斉藤美果、菅原マキ・レディス・トレーニングルーム（佐々木みゆき、山田美穂子、東千代子、加藤恵子、本石マユミ）、柴田侊彦、守田比呂也、南美希子、橋本功

## スタッフ
- 脚本 - 須川栄三
- 監督 - 齋藤武市
- 音楽 - 甲斐正人
- プロデューサー - 西川善男、田村嘉男、塙淳一
- 制作 - テレビ朝日、東宝映像

## リメイク作品

### テニススクール殺人事件
2006年4月1日には、本作をリメイクした『テニススクール殺人事件』が同枠で放送されている。視聴率は11.0%。ハイビジョン撮影。このリメイク作品の制作は親会社である東宝が担当。

#### キャスト（テニススクール殺人事件）
- 柚原千晶（愛の秘書） - 田中美里
- 花岡愛（テニススクールのオーナー） - 川島なお美
- 黒部治子（テニススクールのヘッドコーチ） - 野村真美
- 北川花絵（テニススクールのチーフコーチ） - 越智静香
- 相沢和美（テニススクールの社員） - 楊原京子
- 富永（警視庁警部補） - 赤塚真人
- 石塚（警視庁刑事） - 小林健
- 矢部（TV局プロデューサー） - 菊池隆則
- （神奈川県警刑事） - 樽沢勇紀
- （テニススクールのコーチ） - 古賀道枝
- （テニススクールのコーチ） - 飯島ひろみ
- 戸村美紀（邦男の妻・愛の友人） - 秋本奈緒美
- 戸村邦男（運送会社社長） - 田中健
- 西木岳夫（愛のマネージャー） - 西村和彦
- エンゼルプロダクション、C&O、フォワードタレントオフィス

#### スタッフ（テニススクール殺人事件）
- 原案 - 須川栄三
- 脚本 - 篠崎好
- 監督 - 山本邦彦
- テニス指導 - 宮津康弘
- プロデューサー - 塙淳一(テレビ朝日)、伊東仁(テレビ朝日)、有馬孝(東宝)、仁平知世(東宝)
- 制作 - テレビ朝日、東宝